# Extensión y educación popular en Isla Maciel
El Departamento de Extensión Universitaria de la Universidad de Buenos Aires (UBA) desarrolló entre 1956 y 1966 un programa integral de Educación Popular en Isla Maciel, un barrio del conurbano bonaerense con una población aproximada de diez mil habitantes; este programa se denominó Planta Piloto de Educación y Organización de la Comunidad para el Desarrollo Social.
La Educación Popular surgió en los albores de la Edad Contemporánea, aun cuando algunos antecedentes pueden rastrearse desde los inicios de la Edad Moderna (véase en este texto: Educación Popular). Su evolución hasta mediados del S XX derivó en una concepción de la educación para los adultos poco escolarizados, para su desarrollo personal y su promoción social, y con una pedagogía y didáctica específicas. Esta concepción aplicó el Departamento de Extensión en la Planta Piloto de Isla Maciel (véase en este texto: Educación Popular y Extensión en Isla Maciel) .

## Planta Piloto de Isla Maciel
Isla Maciel forma parte de la localidad de Dock Sud, Partido de Avellaneda, Provincia de Buenos Aires. Es un barrio del Gran Buenos Aires ubicado a orillas del Riachuelo cerca de su desembocadura en el Río de la Plata; se halla a quince minutos de la Casa Rosada y lo une a la Ciudad de Buenos Aires el Puente Nicolás Avellaneda.

### Objetivos y fundamentos
Isla Maciel tenía en 1956 una población de diez mil a doce mil habitantes, parte ubicados en una zona de viviendas tipo conventillo y parte en otra más reciente, una villa miseria.
La Planta Piloto organizada allí por el Departamento de Extensión Universitaria desarrolló un Programa que al mismo tiempo era un trabajo de Promoción Comunitaria y un espacio de trabajo para la Universidad. La promoción social comunitaria abarcaba Servicio Social, Salud, Educación, Tiempo Libre, Vivienda, Asociacionismo y Cooperativismo, con los lineamientos de la educación popular. La Universidad lograba un área donde cátedras universitarias pudieran conocer e investigar problemas sociales del entorno, asesorar, y capacitar a estudiantes y graduados motivados para afrontarlos y resolverlos.  
Los principios de la Reforma Universitaria de 1918 habían retornado a la Universidad tras la toma por los estudiantes de la Universidades y Facultades el 23 de septiembre de 1955 y con la designación del Prof. José Luis Romero como Rector de la UBA (1º de octubre de 1955).
Desde el Reformismo se consideraba que la función social de la Universidad en relación a su entorno social era tan importante como sus funciones de enseñanza y de investigación. Con esta perspectiva la UBA creó el Departamento de Extensión Universitaria el 26 de enero de 1956, para contribuir al cumplimiento de su misión social y acercar la Universidad, sus cátedras y sus estudiantes, a los grandes problemas del país.
La planta piloto que el Departamento inauguró en Isla Maciel en junio de 1956 se denominó inicialmente Centro de Desarrollo Integral. En las múltiples reuniones previas de los universitarios con los líderes del barrio, se acordó trabajar inicialmente en tres áreas: en Educación de Jóvenes y Adultos y organización de cursos técnicos, en atención de la salud y en un programa de Servicio Social Familiar. El local de la escuela diurna del barrio fue cedido por el Ministerio de Educación de la Provincia de Buenos Aires a la Universidad para su uso en horario vespertino.

### Asesoramiento, docencia e investigación
La Planta Piloto contó con la participación y el asesoramiento de aproximadamente una veintena de Cátedras de todas las Facultades de la UBA y ofreció un espacio de formación a cerca de mil doscientos estudiantes que realizaron prácticas en terreno supervisadas, en Servicio Social, Pediatría (Dr. Florencio Escardó), Enfermería, Psicología Clínica, Pedagogía, Sociología, Ciencias Económicas, Ingeniería, Arquitectura, -entre otras-. Estas Cátedras brindaron asimismo asesoramiento en sus campos específicos.
Entre las investigaciones realizadas tuvo gran relevancia la que dirigió el Profesor Gino Germani, con su Cátedra de Sociología: Investigación sobre los efectos sociales de la urbanización en un área obrera del Gran Buenos Aires. Fue auspiciada por UNESCO, y transcurridas seis décadas, esta investigación pionera sigue siendo fuente obligada para estudiosos del tema.

### Áreas de la Planta Piloto

#### Educación
En junio de 1956 se inauguró la Escuela Vespertina de Isla Maciel con Cursos Técnicos y escuela primaria para jóvenes y adultos, que incluía Alfabetización. Muchos niños y púberes también querían entrar a “esta escuela”, a la vez que expresaban reticencia e inseguridad debido al rechazo de la escuela común que habían experimentado en el pasado; estos chicos, que fueron aceptados en la Escuela Vespertina, evidenciaban el gran problema de la deserción escolar (abandono escolar).
Al año siguiente el Departamento de Extensión Universitaria junto con la Secretaría de Acción Social y Salud Pública de la Municipalidad de Avellaneda, crearon el primer Centro de Recreación, en Dock Sud, destinado a la Prevención y Detección precoz de la deserción escolar, que fue pronto seguido de otros cuatro Centros semejantes en el mismo Municipio. Allí se complementaba la escolarización con recreación y el Servicio Social cumplía una importante función.
En 1963 la Escuela Vespertina fue transformada en un Centro Juvenil para el uso educativo del Tiempo Libre, destinado a los jóvenes de catorce a veinte años del barrio.

#### Salud
Mientras un médico domiciliario y una enfermera de terreno iniciaban el trabajo yendo a las viviendas, se organizó una comisión de vecinos que pronto se transformó en la Cooperadora del Centro de Salud, que obtuvo del Ministerio la reactivación de un pequeño dispensario inactivo desde hacía cuatro años y realizó su ampliación de 40m² a 70 m². Toda la acción en Salud se realizó conjuntamente con el Ministerio de Salud Pública de la Provincia de Buenos Aires.
En 1963 se inauguró un nuevo edificio para el Centro de Salud, de 210 m² en un terreno de 324 m². Los vecinos compraron el solar a través de la Cooperadora, la que también costeó un parcial de la edificación. El trabajo de Promoción de Salud y Atención Primaria en Salud creció de 4.740 consultas en 1960 a 23.935 durante 1965.

#### Trabajo Social
El Servicio Social trataba los problemas que las familias planteaban y además las derivaba a los programas de educación, de salud y de asociacionismo y cooperativismo. Las asistentes sociales participaban activamente en las Asociaciones Vecinales, los clubes barriales, las Cooperativas y las Campañas (vacunación, escolaridad, recreación y uso del Tiempo Libre, etc.); conectaba a los vecinos con los grupos y las instituciones, a éstas entre sí y a la comunidad con las instituciones públicas del entorno; no se realizaba tarea “asistencial” (excepto en catástrofes).

#### Cooperativismo y Consumo
En 1957, al año de iniciada la Planta Piloto, los vecinos solicitaron asesoramiento para la organización de una Cooperativa de Consumo primero y poco después de una Cooperativa de Vivienda. Para ello se contó con la participación de la cátedra de Cooperativismo de la FCE-UBA. Las tareas de cooperativismo se acompañaron con actividades de formación cooperativa. Inicialmente los vecinos de la Isla y de la Villa se mantenían alejados entre sí por los prejuicios y el retraimiento de unos y otros; el trabajo conjunto en las cooperativas permitió superar estos obstáculos.
La Cooperativa de Consumo abrió sus puertas en la Navidad de 1957. Contribuyó significativamente a la regulación de precios y calidad de los alimentos en la zona. En 1966 tenía quinientos socios.  

#### Cooperativa de Vivienda
La Cooperativa de Vivienda se creó diciembre de 1957. En junio de 1972, tras un largo itinerario, se realizó la mudanza de los socios y sus familias a las 198 viviendas construidas en Dock Sud. En 1958 la Cooperativa obtuvo la Personería Jurídica y presentó el primer anteproyecto ante el Instituto Provincial de la Vivienda. En 1959 la Ley Nacional 14.861 (reglamentada en 1961) donó a la Cooperativa un terreno en Dock Sud (previamente seleccionado conjuntamente por vecinos y universitarios). En 1963 el Banco Interamericano de Desarrollo (BID) preadjudicó un crédito para la construcción y lo adjudicó en 1966. Desde la intervención de la UBA por el gobierno de facto, la Cooperativa siguió recibiendo el asesoramiento universitario a título personal. La construcción de los seis “monoblocks” de tres plantas cada uno se inició a fines de 1967 y se realizó en cuatro años.

#### 1966 (golpe militar)
Con el golpe militar de 1966 que destituyó al Presidente Illia e intervino las universidades reprimiendo a los universitarios en la Noche de los Bastones Largos, cientos de profesores renunciaron a sus cátedras. El trabajo de Extensión quedó truncado. También quedó silenciado y “excluido” del barrio y de la Universidad, así como de la historia. Recién fue recuperado para la memoria seis décadas después.

#### Desestigmatización de la Isla Maciel
El barrio de Isla Maciel tenía (y en ocasiones aún tiene) “mala fama” y se lo asocia con prostitución y delincuencia.
Recuperada la Democracia tras las elecciones de 1983 y afianzada esta, en el S XXI se inició en Isla Maciel un camino destinado a recuperar su historia y a remover este prejuicio. Contribuyen a ello su Escuela de Educación Secundaria, su Museo Comunitario, su Parroquia, el Programa Pintó mi Barrio y el Programa de Visitas Guiadas.

## Educación Popular
Educación popular  es inevitablemente una denominación polisémica. El significado que se le ha atribuido conjuga varios matices; cada uno de ellos ha sido más enfatizado en una época que en otra, en distintos países y por diferentes ideologías. Es una denominación usual en español, francés (Education Populaire), portugués (Educaçao popular) y alemán (Volkserziehung); en inglés se suele denominar Educación de Adultos (Adult Education).
Desde hace cerca de un siglo educación popular es la que se destina especialmente a jóvenes y adultos trabajadores con el fin de posibilitar su desarrollo personal y cultural, una mejora colectiva en sus condiciones de vida, y la participación social y cívica.
Creó una metodología pedagógica y didáctica específica; esta es: 
- predominantemente grupal y dialógica.
- tiende preferentemente al desarrollo y entrenamiento de actitudes activas (pensar, participar, responsabilizarse), más que a la recepción pasiva de conocimientos; *además de la palabra oral y escrita y de la lectura, recurre normalmente a imágenes visuales (cine, fotos, ilustraciones, etc.);
- se inicia siempre a partir de los propios intereses de los participantes;
- se realiza también fuera de las instituciones educativas tradicionales como la familia y la escuela: en clubes, sindicatos, asociaciones barriales y culturales, etc.

Algunos autores la califican también como una educación liberadora.

### Evolución de la Educación Popular
La concepción de la Educación Popular desarrollada desde principios del siglo XX es resultado de nuevos valores e ideas y de lentos progresos durante los cuatro siglos anteriores al S XXI.
Se fue gestando a partir de la Revolución Industrial y la Revolución Francesa al finalizar la Edad Moderna. Pero antes, al inicio de la modernidad a fines de la Baja Edad Media, la Reforma Protestante también había iniciado un movimiento por la educación del pueblo.
Durante el siglo XIX, inicialmente la educación popular se dedicaba predominantemente (pero no únicamente) a los niños en tanto futuros adultos miembros de la sociedad; y se proponía ya la educación universal, gratuita y obligatoria.
En el siglo XX, mientras la lucha por la educación universal de la niñez continuaba, se desarrolló ampliamente la atención a la educación de los adultos iniciada a fines del siglo anterior y que manifestaba el derecho de los adultos de los trabajadores y de los estratos pobres al desarrollo personal y cívico y al mejoramiento de sus condiciones de vida.

### Instrucción pública para todos los niños
La acción de Nicolás de Condorcet en 1792 constituye un hito en la historia de la educación, pues proclamó su fundamentada exhortación a la educación pública, universal y gratuita hasta los 14 años y destinada a formar ciudadanos acordes con el lema revolucionario de 1789 Liberté, Égalité, Fraternité: personas capaces de participar con libertad en la nueva sociedad más igualitaria que se estaba construyendo.
Esta exigencia fue objeto de debates, difundiéndose y concretándose lentamente a lo largo del S XIX, superando obstáculos acordes con los múltiples acontecimientos históricos de ese período.
Las opiniones se dividían entre “elitistas” y “populistas”: educar a las clases inferiores conducía a la subversión, “versus” educar a las clases inferiores evita la subversión social.
En Francia, tras la Europa de la Restauración y la Revolución francesa de 1848, recién en 1882 las Leyes Jules Ferry establecen la educación gratuita, obligatoria pública y laica.
En las colonias españolas de América, la idea de la educación popular comenzó a propagarse en el pensamiento y la palabra de los patriotas emancipadores. Y al igual que en Europa, la concreción de estos ideales se desarrolló a partir de los años posteriores a la Reforma en México y a la Organización Nacional argentina, (después de mediados del S XIX). Aproximadamente en esa época D.F.Sarmiento escribió en 1849 su obra De la Educación Popular, y en 1884 se aprueba  en Argentina la Ley 1420 de educación común, laica, gratuita y obligatoria.
Otra fuente de la educación universal había surgido con Martín Lutero, secundado en los temas educativos por Philipp Melanchthon (nacido Schwarzerd); para Lutero todas las personas debían ser capaces de leer las Sagradas Escrituras a fin de convertirse en buenos cristianos. En 1520 exigía una educación universal obligatoria (lograda en cierta escala). Y ya a principios del S XVIII se implantó la educación pública obligatoria en el Reino de Prusia.
A su vez en el S XVII el educador Jan Amos Comenius desarrolló una obra excepcional. Era Obispo de los Hermanos Moravos (iglesia evangélica preluterana inspirada en los movimientos valdense y jusista). Revolucionó la enseñanza de la lectoescritura al proponer en su Didáctica Magna de 1657 que se debe partir de la palabra asociada a la imagen en lugar de partir de las letras, origen del sistema de palabra generadora. Su enfoque de una educación universal abarca un amplio espectro: se centra en las potencialidades e intereses que poseen los niños, en la abolición del maltrato, en el énfasis sobre el afecto y la alegría; creó la concepción de una escuela popular a la que todos tengan acceso. Tres siglos después, la actualidad de su obra pedagógica es alabada por J.Piaget.

### La educación progresista oescuela nuevapara los niños
Desde el punto de vista cronológico y metodológico, el desarrollo de la escuela nueva o pedagogía progresista constituye un eslabón que antecede a la Educación Popular de los adultos.
Este movimiento pone un mayor énfasis sobre la educación que sobre la instrucción y tiende a estimular y ejercitar las funciones que conducen al aprendizaje más que la transmisión verbalista. Al mismo tiempo propugna vínculos que respeten al alumno.
En el S XVIII surgen algunos los precursores de la escuela nueva, de la pedagogía progresista. J.H.Pestalozzi, educador suizo, protestante, nacido en 1765, conocía a través de su maestro y mentor J.J.Bodmer el pensamiento de J.J Rousseau expresado en su Emilio o de la Educación de 1762: la bondad de la naturaleza humana; la importancia de la Emoción a la par que la Razón; la necesidad de educar al niño con libertad, para que llegue a “ser lo que él es”; la descripción de las necesidades y sentimientos que constituyen el alma humana (en general contrapuestos o paradojales) y que por lo tanto requieren un sutil y delicado equilibrio entre sí.
Pestalozzi consagró activamente su vida a la educación de los niños y jóvenes pobres, desamparados, sufrientes… y a exhortar a la educación integral de todos los “pobres”. Una educación siempre sustentada en el amor y la bondad. Sostenía que se aprende haciendo (“corazón, mano y cabeza”) y que está en la naturaleza del niño su capacidad para desarrollar la “obra de sí mismo”, de constituirse de manera autónoma, por medio de la educación adecuada que provea al uso y desarrollo de todas las funciones y capacidades que alberga: en lugar de la “transmisión” de contenidos, el niño necesita incorporarlos por el contacto activo directo con los materiales que se le ofrecen. Friedrich Froebel, pedagogo alemán hijo de un pastor luterano, quien colaboró en Suiza con Pestalozzi, se aplicó al trabajo con niños de edad preescolar y al aprendizaje por el juego.
Con el cambio de siglo la tendencia de la nueva escuela se estructura en varios sistemas educativos, tales como los de María Montessori, Ovide Decroly y Celestin Frainet, entre otros.
En el final del S XIX el filósofo americano John Dewey marcó otro hito: en Mi Credo Pedagógico de 1897 anunciaba lo que serían sus contribuciones a una escuela nueva, activa, dirigida al progreso y reforma sociales, basada en la necesidad y curiosidad de los alumnos, y a través del uso y adiestramiento de sus capacidades en actividades y trabajos concretos; se oponía así a la educación tradicional conservadora, repetitiva y verbalista. Dewey introdujo con claridad y firmeza la dimensión social de la educación, escuela de democracia participativa y cooperativa, una educación dinámica al servicio del cambio y progreso sociales.

### Educación de los adultos
La Educación Popular entendida como la educación dirigida a los jóvenes y adultos trabajadores tiene importantes antecedentes en el S XIX, se expandió ampliamente en el S XX y a mediados de siglo ya tenía importantes desarrollos empíricos y teóricos. Los principales mojones de este itinerario se delinean a continuación.
-Año 1873- Un antecedente lo constituye la Extensión Universitaria ideada e instituida por la Universidad de Cambridge en 1873 y la Universidad de Oxford en 1878.
-Año 1898- A su vez Georges Deherme entusiasta autodidacta hijo de un tipógrafo, creó en Francia la primera universidad popular que denominó La Cooperation des Idées, y asimismo la Société des Universités Populaires (Sociedad de las Universidades Populares). Planteaba que todas las personas tenían igual derecho al usufructo del acervo cultural humano y a la participación en las decisiones sobre los destinos de su sociedad.
Mientras tanto ya en 1844 en Dinamarca (reino luterano desde 1536), se habían puesto en marcha las Escuelas Secundarias Populares; la primera había sido fundada por el maestro Christen M.Kold inspirada en los escritos de N.F.S.Grundtvig; estaban destinadas inicialmente al campesinado, sin programa de asignaturas y promociones, sino como instrumento de formación humana integral. Grundtvig, siendo pastor e hijo de un pastor, sostenía “primero la persona y después el cristiano” y estaba inspirado sobre todo por Condorcet.
-Año 1894- A fines de siglo en Francia, Marc Sagnier, un católico progresista, había creado el movimiento Le Sillon (El Surco), un Movimiento Cristiano Social inspirado en la encíclica Rerum Novarum de León XIII y estaba empeñado en la Educación Popular. En 1910 Pío X en su encíclica Notre Charge Apostolique juzgó erróneo ese movimiento y éste se disolvió.
-Año 1903- Surge en Inglaterra la Asociación para la Educación de los Trabajadores, Workers Education Association (WEA), fundada por Albert Mandsbridge, un empleado autodidacta hijo de un carpintero, quien fundó la asociación junto con su esposa en su domicilio con los pequeños ahorros de la economía doméstica. Se había beneficiado de los cursos de extensión del King´s College London y también dio cursos allí, pero constató que los cursos atraían a la clase media y no se adecuaban a los miembros de las clases bajas, de allí su decisión de crear la WEA.
-Año 1919- Finalizada la Primera Guerra Mundial, el gobierno inglés recibe el Informe Final del Comité para la Educación de Adultos (conocido como “1919 Final Report”) en el que se enfatiza la necesidad de una educación permanente a lo largo de toda la vida, con varias metas, entre ellas “posibilitar la participación cívica de la población”.
-Años 30- En los años 30 el mundo sufría las consecuencias del crash del 29, en tanto en Europa se iban desarrollando varios totalitarismos. Al mismo tiempo, no obstante, en la Segunda República Española y durante el gobierno del Frente Popular (Francia) se dedicaron grandes esfuerzos a la Educación Popular. De 1931 a 1936 en España tuvieron lugar las Misiones Pedagógicas, destinadas a llevar al campesinado lectura, libros (bibliotecas), música, espectáculos, etc. En Francia el esfuerzo fue conducido por Leo Lagrange con la colaboración -entre otros- de Jean Gehenno; se centró sobre la juventud (gran parte criada en la orfandad por la guerra de 1914) y sobre el tiempo libre.
En esta época se hizo evidente la necesidad de crear una nueva pedagogía y didáctica específicas, adecuadas al trabajo educativo con adultos.
-Año 1942- Durante la 2ª Guerra Mundial, durante la ocupación de Francia, los maquis de la Resistencia eran universitarios y obreros que combatían juntos. En ese contexto el sociólogo Joffre Dumazedier termina de desarrollar en 1942 su método del Entrenamiento Mental-E.M.- (Entrainement Mentale): un sistema para estimular y ejercitar ordenadamente las operaciones del conocimiento, del pensamiento y de la toma de decisiones. Es un método para pasar de lo simple a lo complejo, del conocimiento común al conocimiento científico (lógico-deductivo), de lo concreto a lo abstracto.
-Año 1945- Tras la Liberación de París en agosto de 1944 continúa el fervor por la educación popular de los miembros de la Resistencia. Es así que un grupo se reúne para organizar la asociación Pueblo y Cultura (Peuple et Culture), que se materializa ya en febrero de 1945 y adopta la metodología del Entrenamiento Mental. Lo integraban -entre otros- Dumazedier, de familia obrera y que estudió becado por ser huérfano de Verdún; Bénigno Cacérès, hijo de inmigrantes españoles, carpintero autodidacta quien posteriormente fue historiador y escritor; Joseph Rovan (nacido Rosenthal en Alemania); y Paul Lengrand, dedicado a la Educación Permanente y colaborador de UNESCO. Todos ellos vivieron entre la Primera Guerra Mundial y fines del S XX.
Peuple et Culture fue y sigue siendo una asociación de instituciones de Educación Popular que intentan devolver la cultura al pueblo y el pueblo a la cultura (il s´agit du rendre la culture au Peuple et le Peuple a la culture). Se propone que el pueblo acceda a toda la cultura de su sociedad: (“cultura” en su sentido antropológico, como todo lo que el hombre hace, dice y piensa que caracteriza a la sociedad de la que forma parte; el complejo conjunto de creaciones humanas de una determinada sociedad: sus idiomas, simbolización, creencias, costumbres, organización, conocimientos, objetos, arte…); cultura que impregna y brinda un significado a toda la vida cotidiana. Este acceso implica conocerla, comprenderla, aprehenderla (hacerla propia), y descubrir que cada uno desempeña algún papel en su creación.
Al mismo tiempo Peuple et Culture aspira a una cultura nutrida por el pueblo: que la cultura incorpore dentro de sí la totalidad del acervo y creación popular. Porque todos y cada uno de los miembros de la sociedad producen cultura.
En mayo de 1962 se creó en Recife, Brasil el Movimiento de Cultura Popular MCP inspirado en Peuple et Culture y con objetivos y metodología semejantes.
-Año 1946- La creación de la UNESCO (noviembre 1945) posibilitó que la educación popular adquiera gran impulso y difusión. En sus primeros pasos, constató y visibilizó que existían 800 millones de analfabetos mayores de 15 años (un tercio de la población mundial); y que tres cuartas partes de la humanidad vivía subalimentada, carente de vivienda, escuela y salud, (según manifestó el educador chino James Yen).
UNESCO propició entonces un sistema educativo que incluyera tanto la satisfacción de necesidades básicas, como el aprendizaje para obtenerla y mantenerla. Varias posibles denominaciones fueron descartadas debido a que en diversos idiomas tenían variadas significaciones y connotaciones subjetivas; tales como: educación de adultos, educación de masas, educación popular, educación comunitaria, desarrollo comunitario, alfabetización, educación básica o de base, y otras.
Finalmente UNESCO optó por el término Educación Fundamental: una educación que al mismo tiempo fuera instrumento para mejorar las condiciones de vida y promover el progreso social de la comunidad. Este sistema adquirió modalidades diversas según las características de la comunidad destinataria; así el significado y alcance de esta denominación también suscitaba malentendidos y desacuerdos y fue abandonada por UNESCO en 1958, sin ser reemplazada.
La primera y segunda Conferencia Internacional de Educación de Adultos convocadas por UNESCO, la de Elsinor en 1949 (continuada con el importante Seminario de Kreuzstein,) y la de Montreal en 1960, constituyeron hitos importantes en la historia de la educación popular, esclarecieron sus metas, metodología y alcances; al mismo tiempo que facilitaban el intercambio y evaluación de experiencias.
En noviembre de 1950 se firmó un Acuerdo entre UNESCO y el Gobierno Mexicano para establecer un Centro de cooperación regional con el fin de formar profesionales y preparar material para la Educación de Base en América Latina. De éste surgió en mayo de 1951 el Centro de Cooperación Regional para la Educación Fundamental en América Latina y el Caribe (CREFAL) en la ciudad de Patzcuaro.
-Año 1956- En Argentina, la Universidad de Buenos Aires a través de su Departamento de Extensión Universitaria inicia la realización de un Programa de Educación Popular en una comunidad del conurbano, Isla Maciel, que se desarrolla a lo largo de diez años y abarca una población de alrededor de doce mil habitantes. Este Programa aplicó concepciones y metodologías de la Educación Fundamental y Comunitaria y del Entrenamiento Mental.
-Año 1962- La obra de Paulo Freire en Brasil marca otro hito en el avance de la Educación Popular. Este activo educador católico progresista, cercano a la Teología de la Liberación, poseía una sólida cultura filosófica, sociológica y pedagógica. Logró integrar todos estos aportes con su vasta y variada práctica educativa y reelaborarlos y enriquecerlos.
El año 1962, a quince años de iniciada su labor educadora, marca un tercer hito importante al lograr el gran éxito de alfabetizar en 30 horas, una por día, a un grupo integrante del Círculo Cultural Donha Alegrinha; utilizando el método que integra el recurso a la motivación a partir de sus intereses; el diálogo y trabajo grupal; la palabra generadora aplicada en forma exhaustiva y creativa.
Paulo Freire ha dado jerarquía internacional a la Educación Popular (Popular Education), con su práctica y sus publicaciones y con su vida activa y comprometida. Expresa una viva amalgama de sentimiento y raciocinio, de pasión y lucidez, que ha conquistado a centenares de educadores deseosos de una sociedad justa y libre de opresiones. Ha hecho explícito el vínculo esencial entre educación y política.
-Desde los 70 y SXXI-. La educación popular se expandió ampliamente hasta el S XXI y durante el transcurso de éste. Su desarrollo produjo una complejización y diferenciación interna, que se manifiesta en las diversas denominaciones que adquiere según sus modalidades y acordes con las diversas áreas que abarca, sin perder por ellos su unidad esencial.

## Educación Popular y Extensión en Isla Maciel
El Estatuto de la Universidad de Buenos Aires que la rige desde 1958 (con escasas modificaciones posteriores), basado en el Decreto-Ley de diciembre de 1955 que reinstauraba los principios reformistas, dice en su Art. 74:
La Universidad mediante la extensión universitaria, participa de la responsabilidad de la educación popular. Coordina las tareas de extensión universitaria mediante un organismo adecuado a esta función.
El avance alcanzado en la filosofía, teoría y metodología de la Educación Popular a mediados de los años 50 fue adoptado (y adaptado) por el Departamento de Extensión Universitaria (DEU ) de la UBA en 1956.
Los principales directivos del DEU-UBA tenían formación en Educación Popular. Guillermo Savloff, su primer Director Interino, era Profesor de Pedagogía por el Instituto Superior del Profesorado Joaquín V. González (Buenos Aires) y fue Director de Escuela Nocturna del Ministerio de Educación de la Provincia de Buenos Aires. Noemí Fiorito, Directora del DEU-UBA por concurso desde 1958, era Doctora en Filosofía por la Universidad de París La Sorbonne, y cursó en París con Joffre Dumazedier la Formación en Entrenamiento Mental. Amanda Toubes, Jefa de la sección de Educación de Adultos del DEU-UBA y coordinadora de la Planta Piloto de Isla Maciel (PPIM), era Profesora de Filosofía por la Universidad de Buenos Aires, Especialista en Educación de Jóvenes y Adultos y Educación Comunitaria por la University of Manchester, y cursó en París con Joffre Dumazedier la Formación en Entrenamiento Mental. Nora Murphy, Jefa del Servicio Social de la PPIM, era Asistente Social por la Universidad de Buenos Aires y Master of Social Work MSW, por la University of London. Mabel Munist, primera Directora del Centro de Salud de la PPIM), era médica por la Universidad de Buenos Aires y Especialista en Salud Pública por la Universidad de Chile. Nélida Fernández Busso, segunda Directora del Centro de Salud, era médica y Especialista en Pediatría por la Universidad de Buenos Aires. Sara Kaplan de Drimer y Bernardo Drimer, profesores de Cooperativismo de la FCE-UBA, tenían a su cargo el asesoramiento y supervisión de los emprendimientos cooperativos de la PPIM (Cooperativa de Consumo y Cooperativa de Vivienda), así como de las actividades y campañas de Educación Cooperativa desarrolladas en el barrio.
Este equipo profesional guiaba y supervisaba la formación de los graduados y estudiantes que se desempeñaban en el DEU-UBA.
Un documento de Extensión-UBA de 1957 señala:
Al asignársele al Departamento de Extensión Universitaria una función de Educación Popular, en el momento de su creación se pensó que la Universidad es una institución que se halla en inmejorables condiciones para aplicar el sistema denominado Educación Fundamental.
La denominación Educación Fundamental que UNESCO había acuñado reflejaba bien la filosofía educativa que en alguna medida ya se estaba aplicando, especialmente en México con las Misiones Culturales iniciadas en 1923, destinadas especialmente a la población rural, el 70%, a la que no llegaba la instrucción pública instaurada en 1880.
También las Misiones Pedagógicas realizadas entre 1931 y 1936 en España y las Misiones Sociopedagógicas iniciadas en Uruguay a principios de 1945 cumplían la meta de brindar educación y cultura más que solo “instrucción” y de promover actitudes y aptitudes que permitieran mejorar las condiciones de vida.
En el primer número del Correo de la UNESCO se cita un párrafo del Informe de la 2ª Conferencia General realizada en México en noviembre de 1947, en el que se destaca que no solo las áreas rurales eran destinatarias de la Educación Fundamental:
La Educación Fundamental atañerá especialmente e inmediatamente a las regiones menos avanzadas del mundo y a los grupos menos privilegiados de los países industrializados, donde la educación facilitada está por debajo del mínimo esencial. Tal era el caso de las villas miseria que surgían en los alrededores de las áreas urbanas e industriales.
Cuando en 1958 UNESCO abandonó esta denominación pensó sustituirla (entre otras) por la de Educación Comunitaria, pero finalmente no hubo acuerdo para adoptarla. En la práctica, ambas concepciones y metodologías se complementan y unifican.
Básicamente la Educación Fundamental se planteaba estimular un cambio de actitud en los miembros de la comunidad en el sentido de un mayor deseo y aptitud para realizar por sí mismos las actividades y gestiones para la solución de sus problemas comunes.
En el documento de UBA citado se señala que:
Ese despertar de la actitud activa de la comunidad frente a sus propios problemas es el fin esencial de esta experiencia. Esa actitud es la única garantía válida de que el mejoramiento social se obtenga y sostenga con el tiempo, y por eso mismo es el objetivo esencial de la Educación Fundamental. Así lo ha encarado el Departamento de Extensión Universitaria al constituir la Planta Piloto de Isla Maciel.
El trabajo realizado tuvo -entre otras- las siguientes características:
- aprender trabajando y trabajar aprendiendo (observación-reflexión-acción); partir de las necesidades, intereses y problemas reales; constituir un trabajo tanto grupal como comunitario;
- estimular la verbalización, el diálogo y la autoestima;
- promover la capacidad de asumir por sí mismos la búsqueda de solución a los problemas de su comunidad;
- despertar la conciencia de sus derechos; es decir que sus requerimientos a los organismos públicos no buscan “favorecimientos” sino el respeto de los derechos correspondientes.[67]

Entre las técnicas educativas aplicadas en la labor de Extensión hubo numerosos elementos de la pedagogía y didáctica del Entrenamiento Mental, creado por J. Dumazedier en 1942, que se aplica desde 1945 en el movimiento de Pueblo y Cultura.
Estos elementos se integraban con la metodología del Trabajo Social Comunitaria y de la Educación Sanitaria (Salud Pública y Atención Primaria de Salud).
Iniciada la tercera década del SXXI, la Universidad de Buenos Aires a través de su Departamento de Extensión Universitaria y su trabajo comunitario realizado de 1956 a 1966 en Isla Maciel, es considerada pionera en este campo.